# Уйфехерто
Уйфехерто, Уйфегерто (угор. Újfehértó) — місто в медьє Саболч-Сатмар-Береґ в Угорщині. Статус міста з 1992 року.
Місто займає площу 140,88 км², там проживає 12 162 мешканців (за даними 2021 року). За даними 2001 року, майже 100 % жителів міста — угорці.
Місто Уйфехерто розташоване за 16 км на південь від міста Ньїредьгаза. У місті є залізнична станція.

## Відомі люди

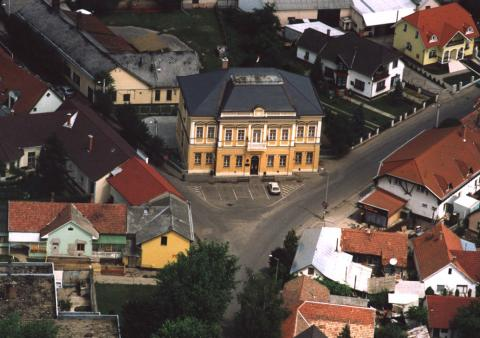
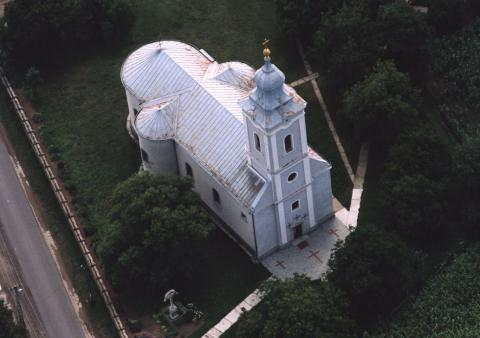
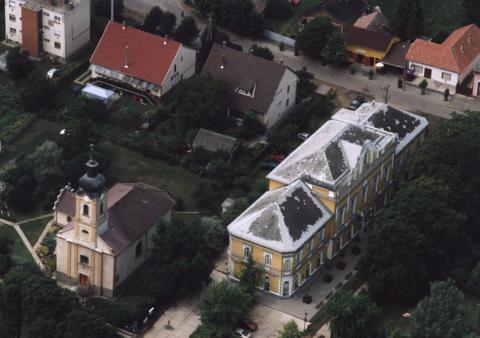
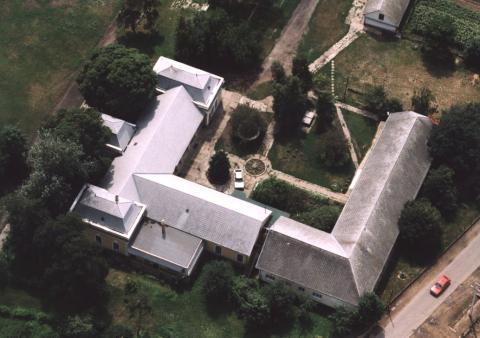

Андраш Тома — угорський солдат, що у попав полон і провів 53 роки у психіатричній лікарні міста Котельнич.
| Угорщина | Це незавершена стаття з географії Угорщини. Ви можете допомогти проєкту, виправивши або дописавши її. |

1. ↑  Központi Statisztikai Hivatal. www.ksh.hu. Процитовано 31 травня 2023.